# Siv Gunnarson-Caspersson
Siv Gunnarson-Caspersson, född 12 maj 1911 i Stockholm, död 29 december 1999, var en svensk barn- och ungdomspsykiater. Hon var sedan 1937 gift med Torbjörn Caspersson.
Gunnarson, som var dotter till bankkamrer Paul Gunnarson och Lajla Hoppe, avlade studentexamen i Stockholm 1929, blev medicine kandidat vid Karolinska Institutet i Stockholm 1932 och medicine licentiat där 1937. Hon blev extra ordinarie amanuens på Psykiatriska sjukhuset i Stockholm 1936, var assistentläkare och vikarierande underläkare på Kronprinsessan Lovisas barnsjukhus 1938–1940, vid psykiatriska kliniken på Karolinska sjukhuset 1941, extra ordinarie amanuens på Kronprinsessan Lovisas barnsjukhus 1942–1943, vikarierande underläkare på Psykiatriska sjukhuset 1943, underläkare på Kronprinsessan Lovisas barnsjukhus 1944–1946, läkare för psykisk barnavård där 1947–1950 samt föreståndare för Liljeholmens rådgivningsbyrå 1950–1959 och för Högdalens rådgivningsbyrå 1963. Hon var praktiserande läkare i Stockholm från 1959 och ungdomspsykiatrisk konsult vid Stockholms stads mentalvårdsbyrå från 1960. Hon författade skrifter i pediatrik och barnpsykiatri.